# Paul Guyer
Paul D. Guyer (* 13. Oktober 1948) ist ein US-amerikanischer Philosoph, der als Professor an der Brown University forscht und lehrt. 1999 wurde er in die American Academy of Arts and Sciences gewählt, 2025 zum Mitglied der American Philosophical Society. 2011/12 amtierte er als Präsident der American Philosophical Association (APA), Division Eastern. In den Jahren 2011 bis 2013 war er zudem Präsident der American Society for Aesthetics.
Paul Guyer kam 2012 an die Brown University und wurde erster Jonathan Nelson Professor für Geisteswissenschaften und Philosophie. Er war 1974 an der Harvard University zum Ph.D. promoviert worden und lehrte danach an der University of Pittsburgh als Assistant Professor (1973–78), an der University of Illinois at Chicago als Associate Professor (1978–83) und dann 30 Jahre lang an der University of Pennsylvania. Dort war er Florence R. C. Murray Professor für Geisteswissenschaften. Zudem lehrte er als Gastprofessor an der University of Michigan, der Princeton University und der Harvard University.
Guyers Forschungsinteressen umfassen alle Bereiche der Philosophie Kants und der modernen Philosophie im Allgemeinen, besonders Ethik und Ästhetik. Er ist der Autor von dreizehn Büchern über Kant. Er ist Mitglied im Kuratorium der The North American Kant Society.

## Schriften (Auswahl)
- Reason and experience in Mendelssohn and Kant. Oxford University Press, Oxford (UK)/New York 2020, ISBN 978-0-19-885033-5.
- Virtues of freedom. Selected essays on Kant. Oxford University Press, Oxford (UK) 2016, ISBN 978-0-19-875564-7.
- Kant. 2. Auflage, Routledge, Taylor & Francis Group, London/New York 2014, ISBN 978-0-415-84344-7.
- Knowledge, reason, and taste. Kant's response to Hume. Princeton University Press, Princeton 2008, ISBN 978-0-691-13439-0.
- Kant's Groundwork for the metaphysics of morals. A reader's guide. Continuum, London/New York 2007, ISBN 978-0-8264-8453-6.
- Values of beauty. Historical essays in aesthetics. Cambridge University Press, Cambridge (UK)/New York 2005, ISBN 0-521-84490-8.
- Kant's system of nature and freedom. Selected essays. Clarendon und Oxford University Press, Oxford/New York 2005, ISBN 978-0-19-927346-1.